# Portales (métro de Mexico)
Portales est une station de la ligne 2 du métro de Mexico, située au sud de Mexico, dans la délégation Benito Juárez.

## La station
La station est ouverte en 1970.
Son nom vient du quartier environnant où l'on trouvait autrefois une briqueterie avec, dans l'enceinte de son bâtiment principal, une série de portails de briques. Son icône représente la silhouette d'un portail.